# Polype (zoologie)
Ne doit pas être confondu avec Polype (médecine).

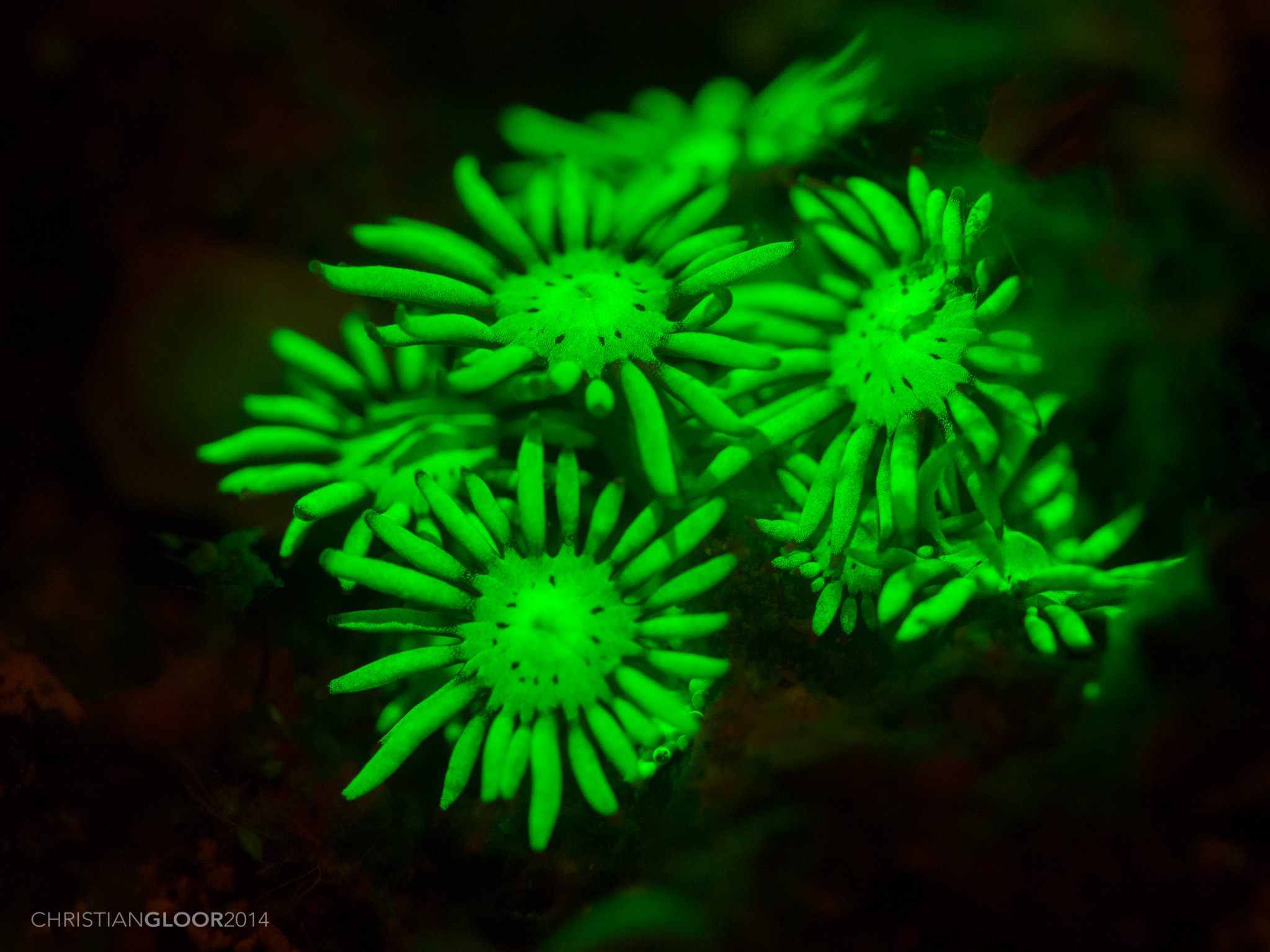
Photo UV de polypes coralliens.

Le polype est une des deux formes que peuvent prendre les animaux du phylum des cnidaires (la forme pélagique étant la méduse). Les polypes sont plutôt cylindriques et allongés comme un vase. Il s'agit d'un stade sessile et benthique qui peut être colonial avec les polypes interconnectés entre eux, ou solitaire, fixé au substrat par un pied disquaire nommé hydrorhize. À l'opposé du pied du polype se trouve sa bouche entourée de tentacules. La taille des polypes varie de quelques millimètres à plusieurs dizaines de centimètres de long.

## Étymologie
Le nom de Polype a été donné par René Antoine Ferchault de Réaumur à ces organismes car ils ressemblaient à des poulpes (du grec ancien : πολύ, polý, « beaucoup » et πούς, poús, « pied ») dans leur structure globale : une bouche centrale et des tentacules tout autour.

## Classification

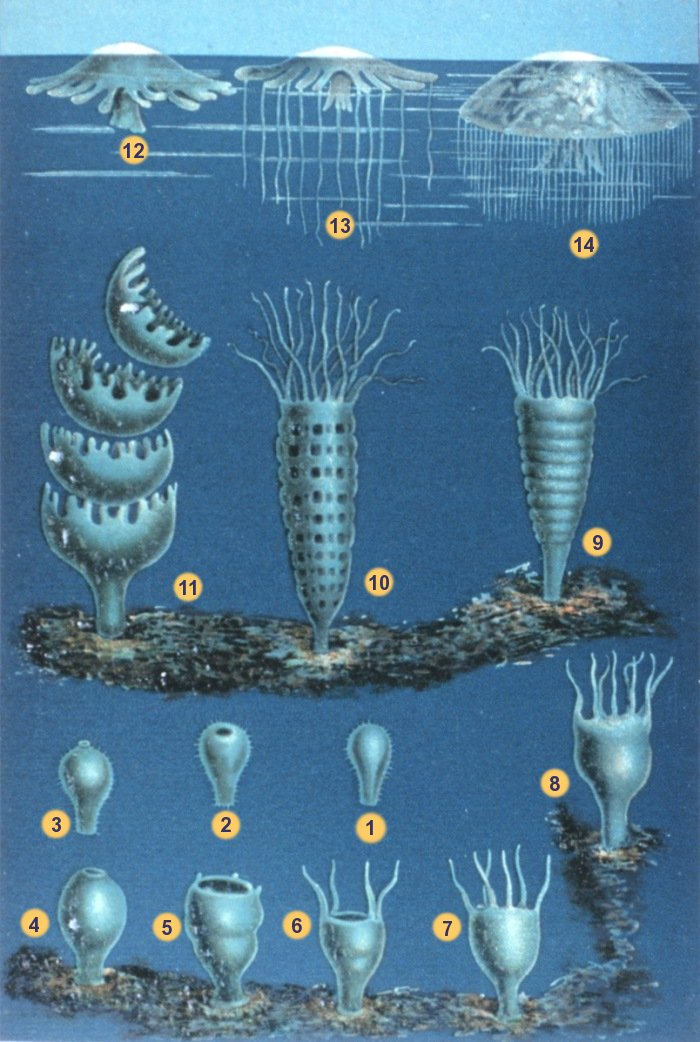
Reproduction des cnidaires.

Les polypes sont les unités individuelles des organismes de la classe des Anthozoaires, qui comprend notamment les anémones de mer et les coraux. La classe des Hydraires comprend en revanche des individus au stade de polype ou de méduse selon l'étape dans leur cycle de vie. Le polype est alors dans cette classe une étape de développement de l'organisme. Une planula se développe par métamorphose en un polype qui grandit jusqu'à développer des étages médusaires qui pourront se détacher et devenir des méduses à part entière. Ce processus de séparation est appelé strobilation. Selon les espèces, le polype peut répéter ce processus plusieurs fois ou bien ne strobiler qu'une seule méduse et mourir juste après.      
La classe des Scyphozoaires (communément méduses) est caractérisée par le stade médusaire. Le stade de développement sous forme de polype est parfois absent selon les familles de cette classe. 

## Anatomie

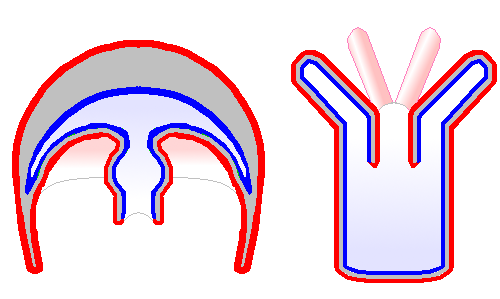
Comparaison anatomique entre un polype et une méduse : ces deux formes sont analogues.

Les polypes sont organisés de manière similaire à un tube fixé à un substrat. Ils sont cylindriques, fixés par un pédicule appelé l'hydrorhize. À leur base se situe la frude aluscaire de leur intestin grêle et au-dessus se trouve leur colonie gastrique renflée. À leur sommet se trouve leur bouche entourée de tentacules. Ils n'ont pas d'anus et le rejet des déchets se fait par la bouche ou par simple échange direct avec l'eau. 
La paroi est constituée d'un ectoderme et d'un endoderme séparés par la mésoglée. L'ectoderme est constitué d'une seule couche de cellules sécrétant un mucus. Leur base possède des myofibrilles (muscles) lisses longitudinales d'où leur nom de myo-épithélio-glandulaires. Entre ces cellules, on trouve des cellules sensitives neuropithéliales (neurones) en fuseau avec une soie tactile externe. Leur base est en rapport avec une cellule myo-épithéliale ou avec des cellules nerveuses par des filaments ramifiés.

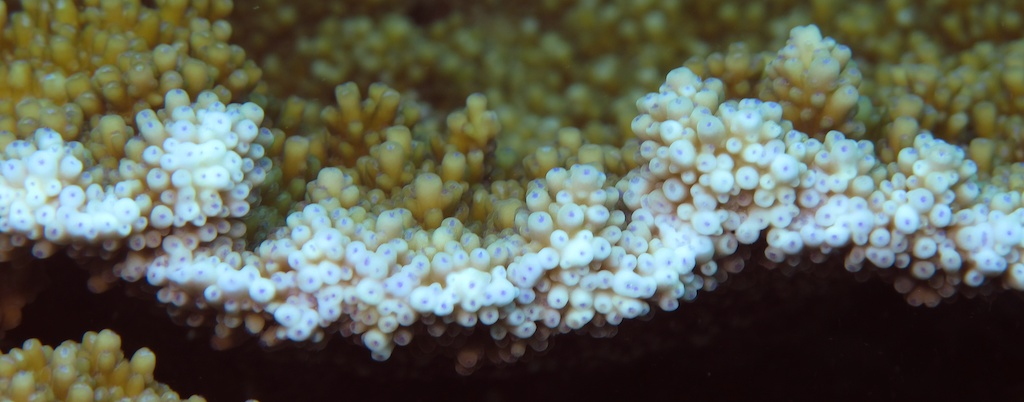
Gros plan sur une colonie de corail. On voit le bout des polypes (rétractés) en bleu.
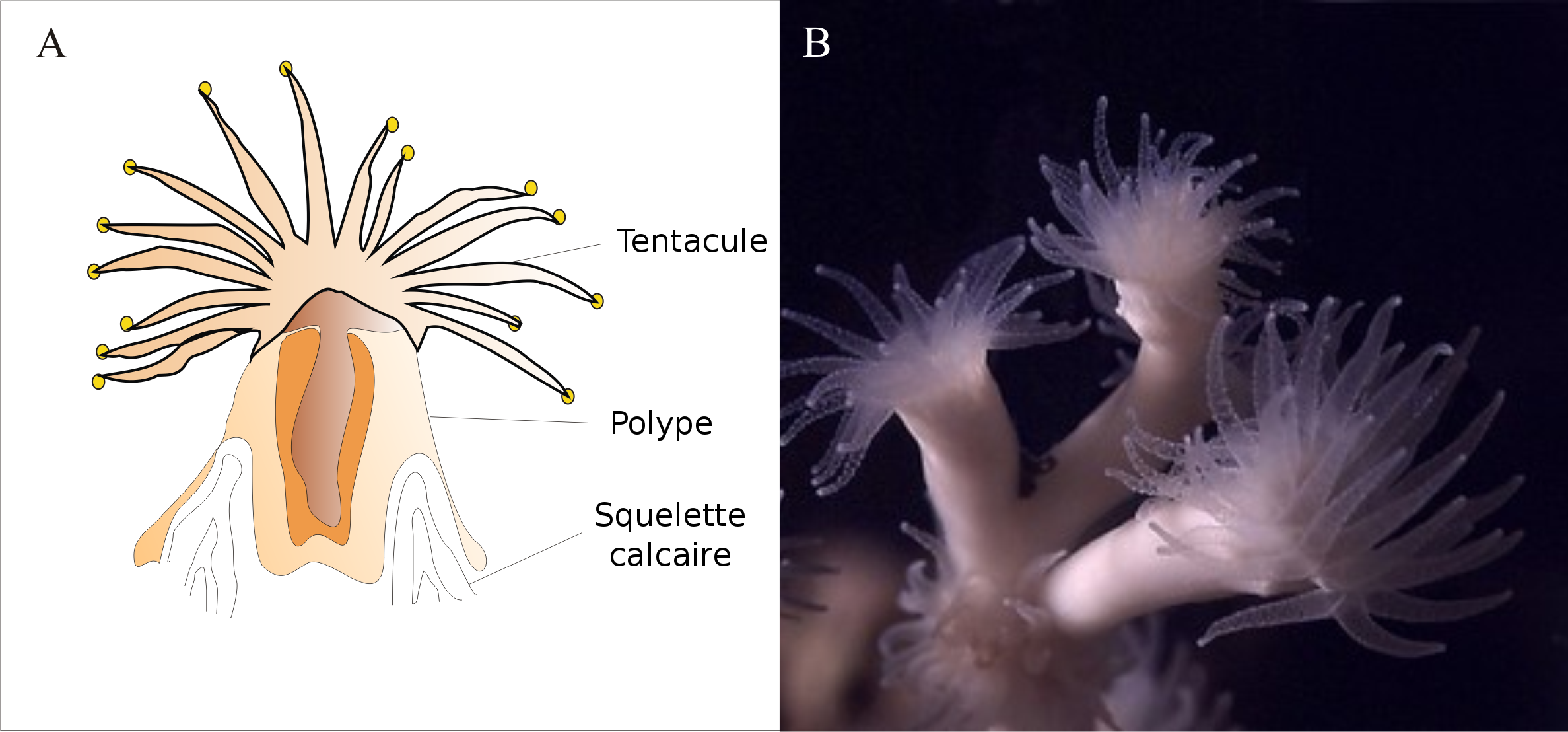
Coupe d'un polype de corail.
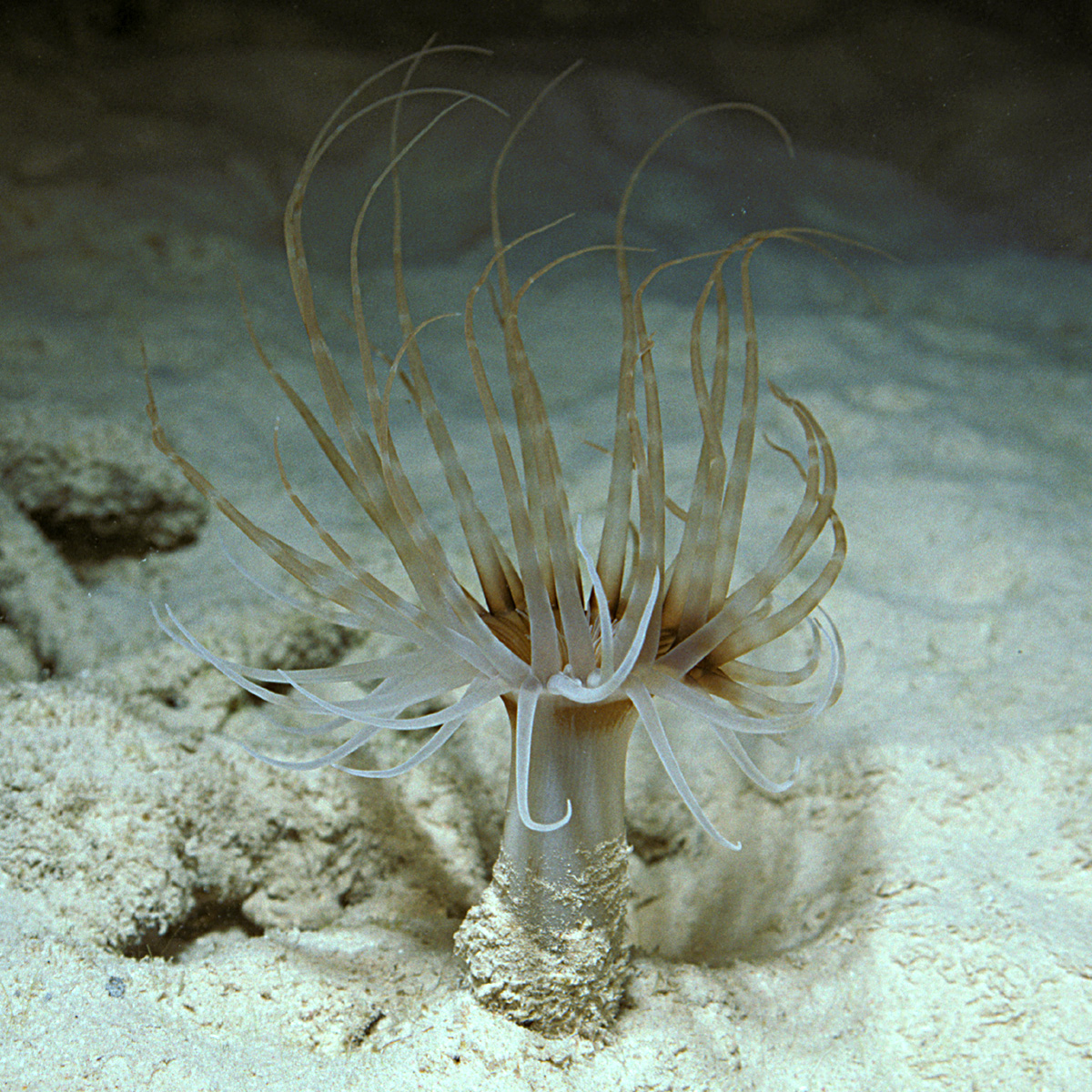
Arachnanthus nocturnus (cérianthe)
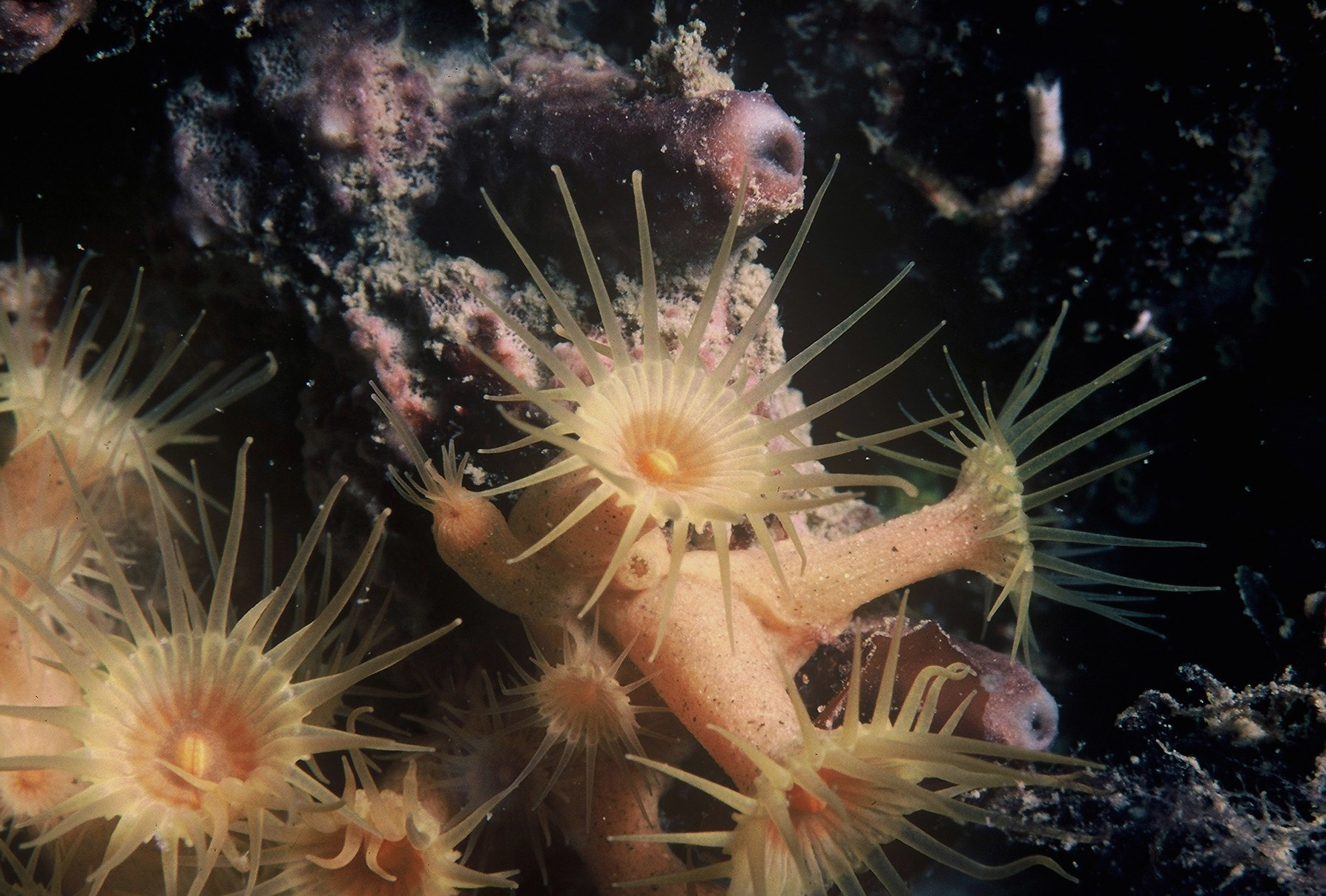
Parazoanthus axinellae (Zoantharia)
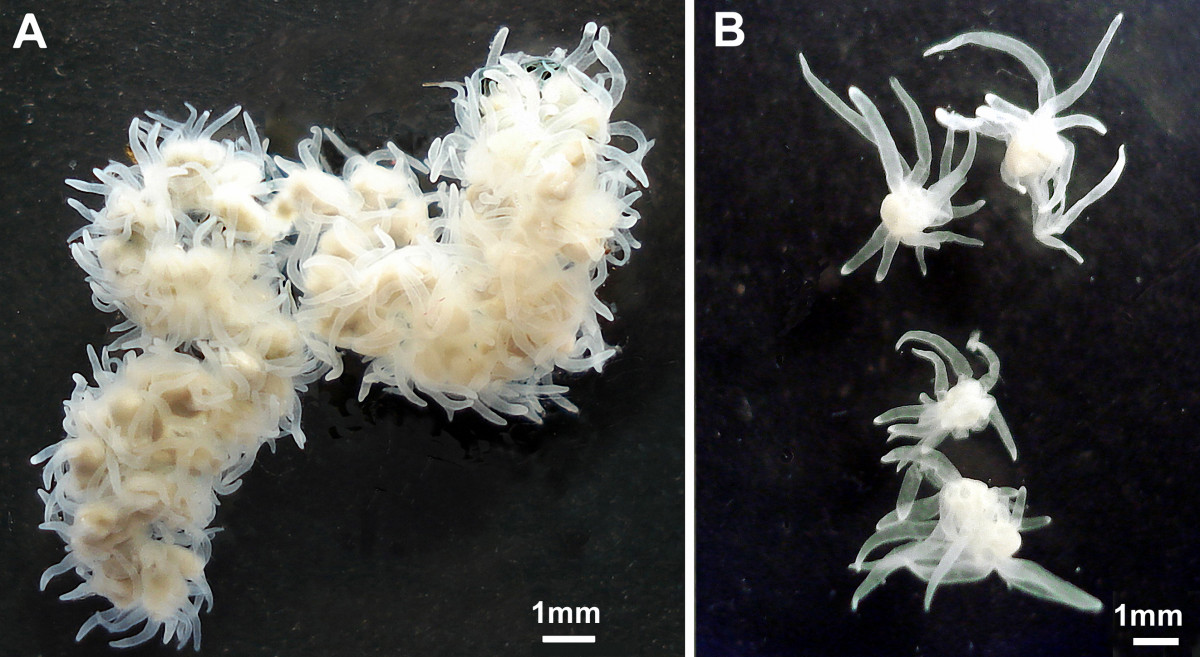
Polypodium hydriforme (Polypodiozoa)

## Reproduction
La reproduction asexuée par bourgeonnement est presque universelle chez les polypes. Il est possible que celle-ci soit couplée à une reproduction sexuée si le polype relâche ses gamètes dans l'eau. Si c'est le cas, le polype est totalement dépourvu d'organes sexuels. 

### Reproduction asexuée
Pour un article plus général, voir Multiplication asexuée.
Dans la plupart des cas, la reproduction asexuée implique un lien physique entre l'organisme fils et son parent. Lorsque ces liens sont maintenus entre les polypes, on observe la formation d'une colonie. Ces colonies peuvent atteindre de grandes tailles, allant jusqu'à quelques dizaines de centimètres. La méthode exacte de liaison entre les polypes apparentés peut varier selon les espèces de colonies. Les coraux qui constituent les récifs marins sont des colonies de polypes renforcées par un exosquelette calcaire.
Une autre forme de reproduction asexuée consiste en une frustulation. C'est une forme de scissiparité par laquelle des fragments de tissu (les frustules) s'isolent à l'extrémité des stolons du polype et s'en détachent. Emportés par le courant, ces frustules se fixent sur un substrat et forment un polype primaire.

### Reproduction sexuée
Pour un article plus général, voir Reproduction (biologie).
Les polypes à la reproduction sexuée (majoritairement des coloniaux) enferment leur matériel génétique en ramètes qui contiennent les gènes parentaux et maternels. La fécondation peut avoir lieu s'il y a rencontre entre deux ramètes. Si ces deux proviennent du même individu il y a autofécondation, autrement il y a fécondation croisée. Les ramètes fécondées vont se développer en un zygote qui va évoluer en une planula. Cette larve ciliée peut se déplacer pour aller se fixer sur un substrat propice à son développement. Elle va organiser un réseau stolonaire (l'hydrorhize) qui lui permet de bien s'ancrer au substrat. Le bourgeonnement de nouveaux polypes à partir de cette hydrorhize (bourgeonnement polypien) conduit à la formation d'une colonie (polype secondaire), qui développera ensuite un squelette commun. 
La grande majorité des coraux durs (scléractiniaires) sont à la forme adulte des colonies hermaphrodites de polypes. Le relâchement de leurs gamètes dans l'eau dure un bref instant et ne se produit que quelques nuits par année. Ce phénomène très coordonné entre coraux garantit un maximum de fécondations.